# Norina Matchabelli
Princesa Norina Matchabelli (3 de marzo de 1880 – 15 de junio de 1957) fue la cofundadora de la línea de perfumes Prince Matchabelli, además de actriz teatral y cinematográfica, artista de la mímica, mística, editora y una devota mandali del gurú Meher Baba. Su nombre artístico era Maria Carmi.

## Carrera interpretativa como Maria Carmi
Su verdadero nombre era Norina Gilli, y nació en Florencia, Italia. Gilli empezó su carrera teatral en la academia de interpretación de Max Reinhardt en el Teatro Deutsches de Berlín, formando parte de la compañía del Reinhardt desde 1907 a 1909. Con el nombre artístico de Maria Carmi, Norina actuó en el teatro italiano y alemán, trabajando más adelante en más de 25 filmes mudos. Es de destacar su papel de María en Das Mirakel, obra escrita por Karl Vollmöller, con quien se había casado en 1904. La pieza se produjo originalmente en Alemania, y el 23 de diciembre de 1911 se estrenó en Londres, en el Olympia Arena. El 23 de diciembre de 1923 se estrenó en Nueva York, en el circuito de Broadway, haciendo después una gira por Detroit, Milwaukee y Dallas. En Nueva York Matchabelli alternó todas las noches, aunque no muy amistosamente, con Lady Diana Cooper, otra belleza internacional de la época. En total la actriz hizo más de 1,000 representaciones de la obra. Tras la segunda gira dejó el teatro y, durante un corto período de tiempo, abrió una escuela de interpretación junto al conocido diseñador de decorados Frederick John Kiesler.

## Princesa y perfume
Norina se divorció de Vollmöller, y en 1916 se casó con Georges V. Matchabelli, un príncipe y diplomático de Georgia. Él había sido embajador en Italia, y vivía en Roma. Pocos años después de la invasión de Georgia en 1921 por el Ejército Rojo, Norina, que por entonces era conocida como Princesa Norina Matchabelli, emigró a los Estados Unidos, actuando en el teatro neoyorquino tras su llegada. Su marido emigró el 21 de diciembre de 1923, a tiempo para verla a ella en su estreno teatral neoyorquino. Él era además un químico aficionado y cofundador de la compañía de perfumes Prince Matchabelli. Norina diseñó la botella del perfume inspirándose en la corona familiar, y en 1926 su marido le dedicó la fragancia "Ave Maria". En 1933 la pareja se divorció, falleciendo él en 1935. En 1936 Norina vendió la compañía a Saul Ganz por 250.000 dólares.

## Meher Baba
En 1931 Matchabelli conoció al gurú Meher Baba, haciéndose seguidora de sus enseñanzas. Ella presentó a Baba muchas figuras destacadas de la época, entre ellas Gabriel Pascal, Mercedes de Acosta y Karl Vollmöller (su primer marido). 
A causa de dicha relación ella fundó el periódico Meher Baba Journal en 1938, y en los primeros años cuarenta fue cofundadora, junto a Elizabeth Chapin Patterson, del Centro Espiritual Meher en Myrtle Beach, Carolina del Sur.
En la década de 1940 Norina Matchabelli dio una serie de conferencias en el Carnegie Hall de la ciudad de Nueva York y en otros lugares, afirmando que trasmitía mensajes de Meher Baba recibidos de modo directo a través de su pensamiento. Algunos de los seguidores de Baba quedaron perplejos, pero éste no se pronunció sobre ello. Así, Matchabelli se ganó la reputación de mística o clarividente, además de excéntrica.

## Fallecimiento
Norina Matchabelli falleció en Myrtle Beach en 1957. Tenía 77 años de edad. Sus restos fueron incinerados, y las cenizas enterradas próximas a la tumba de Meher Baba en Meherabad, cerca de Ahmednagar, India.

## Filmografía
- 1912: Das Mirakel
- 1913: Eine venezianische Nacht
- 1914: L'Accordo in minore
- 1914: Sperduti nel buio
- 1914: Teresa Raquin
- 1915: Fluch der Schönheit
- 1915: Der Hermelinmantel
- 1915: Die rätselhafte Frau
- 1915: Sophias letztes Gesicht
- 1916: Das Wunder der Madonna
- 1916: Für den Ruhm des Geliebten
- 1916: Aphrodite
- 1916: Homunculus, Teil I

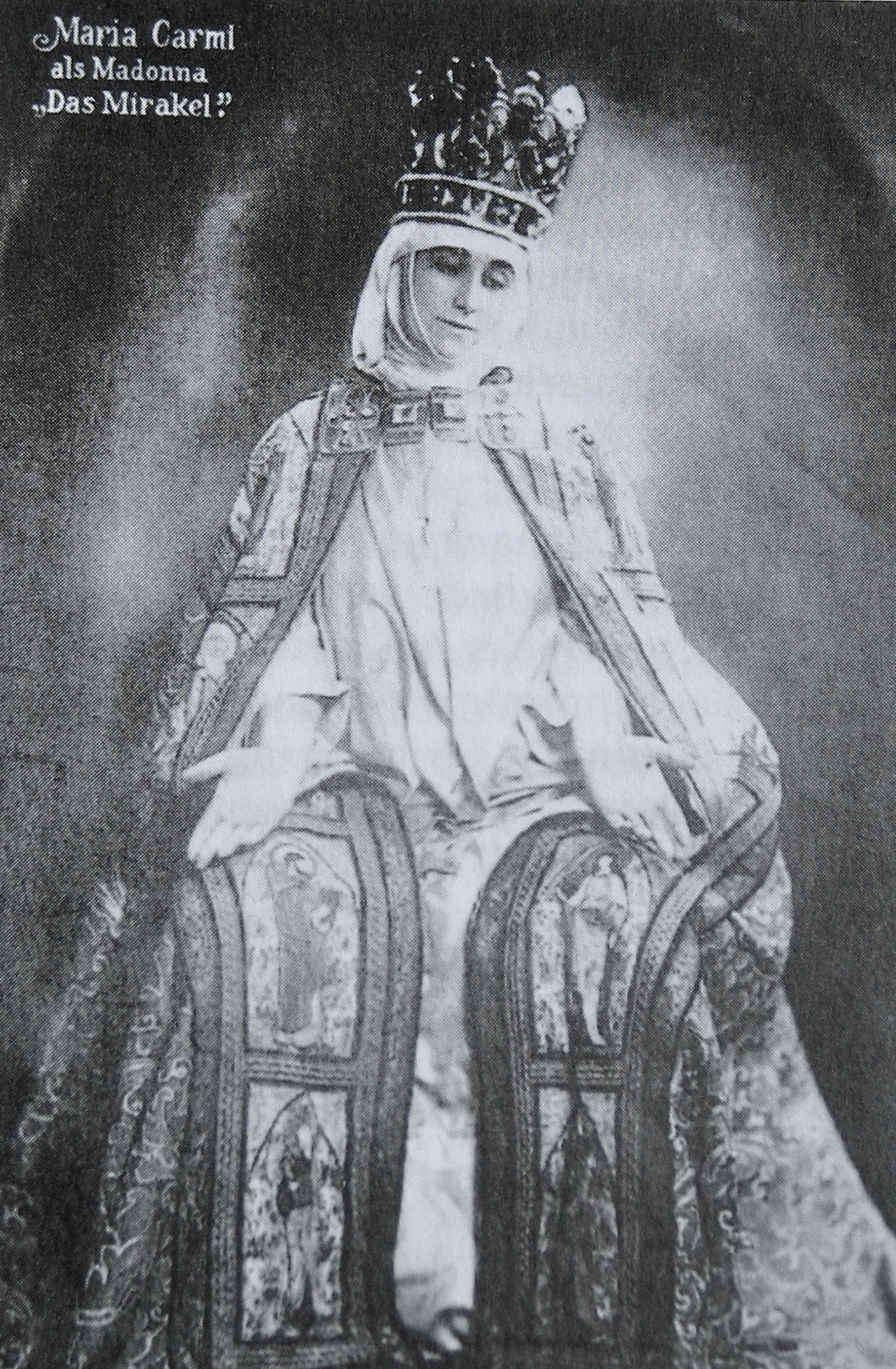
Maria Carmi en "Das Mirakel", 1912

- 1916: Homunculus, Teil IV - Die Rache des Homunculus
- 1916: Der Pfad der Sünde
- 1916: Der Letzte eines alten Geschlechts
- 1916: Die Richterin von Solvigsholm
- 1916: Das Haus der Leidenschaften
- 1916: Der Fluch der Sonne
- 1917: Der Weg des Todes
- 1917: Wenn Tote sprechen
- 1917: Die Memoiren der Tragödin Thamar
- 1917: Rächende Liebe
- 1918: Das Spitzentuch der Fürstin
- 1920: Per il passato
- 1921: Forse che si, forse che no